# Braunlage
Braunlage è una città di 6.314 abitanti della Bassa Sassonia, in Germania.
Appartiene al circondario (Landkreis) di Goslar (targa GS). Il 1º novembre 2011 ha assorbito il precedente comune di Sankt Andreasberg.

## Geografia fisica
Braunlage si trova ai piedi meridionali del massiccio del Brocken, alle sorgenti del fiume Bode (Warme Bode), circondato dal Parco Nazionale dell'Harz a nord e a ovest. Il punto più alto del comune è il picco di Wurmberg, a 971 metri.

## Storia
L'area remota fu disboscata e colonizzata nel XIII secolo. Brunla viene menzionata per la prima volta nel 1227; a quell'epoca, i possedimenti facevano parte della tenuta di campagna dei conti di Blankenburg. Quando il ramo maschile dei Blankenburg si estinse nel 1599, il territorio passò al principato di Brunswick-Wolfenbüttel.
Nel XVII secolo, Braunlage ottenne lo status di Marktgemeinde con il diritto di tenere mercati. Nel 1658 furono costruiti gli edifici amministrativi presso la ferriera. Il turismo organizzato iniziò con la costruzione della ferrovia del Brocken a scartamento ridotto (Harzer Schmalspurbahnen) alla fine del XIX secolo. Il collegamento ferroviario serviva anche l'industria del legno e una cava di granito sulle pendici del Wurmberg.
Dal 1815 al 1918, la comunità fece parte del Ducato di Brunswick e successivamente dello Stato libero di Brunswick. Nel 1934 ha ottenuto lo status di città. Durante la guerra fredda, Braunlage si trovava direttamente sul confine interno tedesco.

## Geografia antropica

### Suddivisioni amministrative
L'area urbana comprende tre distretti:
- Braunlage;
- Hohegeiß;
- St. Andreasberg.